# Sobčice
Sobčice är en ort i Tjeckien. Den ligger i den centrala delen av landet, 80 km öster om huvudstaden Prag. Sobčice ligger 258 meter över havet och antalet invånare är 284.
Terrängen runt Sobčice är platt.Runt Sobčice är det ganska tätbefolkat, med 70 invånare per kvadratkilometer. Närmaste större samhälle är Jičín, 13,6 km nordväst om Sobčice. Trakten runt Sobčice består till största delen av jordbruksmark.